# Nico Denz
Nico Denz   (Waldshut-Tiengen, 15 de febrer de 1994) és un ciclista alemany, professional des del 2015. Actualment corre al Bora-Hansgrohe. En el seu palmarès destaquen dues victòries d'etapa al Giro d'Itàlia.

## Palmarès
- 2013
  - 1r al Premi des vins nouveaux
- 2014
  - 1r al Trophée des Champions
- 2015
  - 1r al Gran Premi de Cours-la-Ville
- 2018
  - 1r al Tour de Vendée
- 2020
  - Vencedor d'una etapa a la Volta a Eslovàquia
- 2022
  - Vencedor d'una etapa a la Volta a Suïssa
- 2023
  - Vencedor de 2 etapes al Giro d'Itàlia
  - Vencedor d'una etapa a la Volta a Turquia
- 2025
  - Vencedor d'una etapa al Giro d'Itàlia

### Resultats a la Volta a Espanya
- 2017. No surt (16a etapa)
- 2021. 114è de la classificació general
- 2023. 97è de la classificació general
- 2024. Fora de temps a la 20a etapa

### Resultats al Giro d'Itàlia
- 2018. 62è de la classificació general
- 2019. 124è de la classificació general
- 2020. 83è de la classificació general
- 2021. 102è de la classificació general
- 2022. 111è de la classificació general
- 2023. 57è de la classificació general. Vencedor de la 12 i 14a etapes
- 2025. 57è de la classificació general. Vencedor de la 18a etapa

### Resultats al Tour de França
- 2024. 110è de la classificació general